# Sosei
Sosei (素性 o 素性法師?) (816-910) fue un poeta waka y sacerdote budista japonés de mediados del período Heian. Fue designado miembro de los treinta y seis poetas inmortales y uno de sus poemas fue incluido en la famosa antología Ogura Hyakunin Isshu. Su padre Henjo fue también un poeta waka y monje.

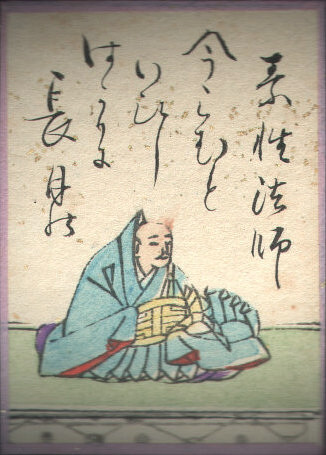
Retrato de Sosei

Sosei se consagró a una vida religiosa junto a su padre tras la muerte del Emperador Nimmyō en el 850.